# Karl Christian Friedrich Krause

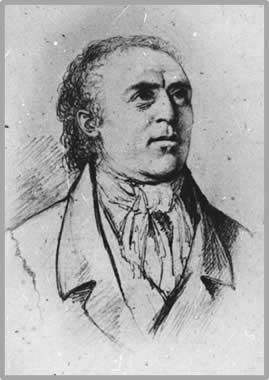

Karl Christian Friedrich Krause (Eisenberg, 6 mei 1781 —München 27 september 1832) was een Duitse auteur en filosoof.
Hij heeft zijn naam gegeven aan het zogenaamde Krausisme, dat vooral in het Spanje van de 19de eeuw belangrijk was voor de hervorming van de staatsinstellingen.  Krause liet een omvangrijk oeuvre na op het gebied van wetenschap, kunst en sociale hervormingen.
- Bibsys: 90622911
- Biblioteca Nacional de España: XX934960
- Bibliothèque nationale de France: cb12364276z (data)
- Catàleg d'autoritats de noms i títols de Catalunya: 981058519836806706
- CiNii: DA04880595
- Gemeinsame Normdatei: 118566342
- International Standard Name Identifier: 0000 0001 2130 4124
- Library of Congress Control Number: n50053585
- Nationale Bibliotheek van Tsjechië: jn20000700959
- Nationale bibliotheek van Australië: 35808242
- Nationale Bibliotheek van Israël: 987007264114005171
- Nationale Bibliotheek van Polen: a0000002894026
- Nederlandse Thesaurus van Auteursnamen: 068981872
- Réseau des bibliothèques de Suisse occidentale: 02-A003473001
- Istituto Centrale per il Catalogo Unico: MUSV036268
- LIBRIS: 68507
- SNAC: w63n68x0
- Système universitaire de documentation: 032654553
- Trove: 1096792
- Union List of Artist Names: 500281919
- Virtual International Authority File: 44376076
- WorldCat: E39PBJrgDkQRvD79KXQcjh78md